# Aleksandr Butko
Aleksandr Anatolievich Butko (en russe : Александр Анатольевич Бутько et en biélorusse : Аляксандр Анатольевіч Буцько) est un joueur russe (d'origine biélorusse) de volley-ball né le 18 mars 1986 à Hrodna (voblast de Hrodna, alors en URSS). Il mesure 1,98 m et joue passeur. Il est international russe après avoir été international biélorusse.

## Biographie
Il est récipiendaire de l'Ordre de l'Amitié depuis le 13 août 2012.

## Clubs
| Club                   | De        | À         |
| ---------------------- | --------- | --------- |
| Kommunalnik Hrodna     | 2001-2002 | 2002-2003 |
| Dinamo Moscou          | 2003-2004 | 2003-2004 |
| Luch Moscou            | 2004-2005 | 2005-2006 |
| Lokomotiv Novossibirsk | 2006-2007 | 2006-2007 |
| Iskra Odintsovo        | 2007-2008 | 2008-2009 |
| Lokomotiv Novossibirsk | 2009-2010 | ...       |

## Palmarès

### Club et équipe nationale
- Jeux olympiques (1)
  - Vainqueur : 2012
- Ligue mondiale (1)
  - Vainqueur : 2011
- Coupe du monde (1)
  - Vainqueur : 2011
- Championnat du monde des clubs
  - Finaliste : 2013
- Ligue des champions (1)
  - Vainqueur : 2013
- Championnat de Russie
  - Vainqueur : 2004, 2008, 2009
- Championnat de Biélorussie (2)
  - Vainqueur : 2002, 2003
- Coupe de Russie (2)
  - Vainqueur : 2010, 2011
  - Finaliste : 2008, 2009

### Distinctions individuelles
- Meilleur passeur du championnat de Biélorussie 2003
- Meilleur passeur du Final Four de la Ligue des champions 2009
- Meilleur passeur du Final Four de la Coupe de Russie 2010
- Meilleur passeur du Final Four de la Ligue des champions 2013